# Semantic Scholar
Semantic Scholar es un motor de búsqueda respaldado por un sistema de inteligencia artificial dedicado a trabajar con publicaciones académicas. Desarrollado en el Allen Institute for Artificial Intelligence, se lanzó al público en noviembre de 2015. Utiliza avances recientes en el procesamiento del lenguaje natural para proporcionar resúmenes de artículos académicos.

## Tecnología
Semantic Scholar está concebido para proporcionar resúmenes en una sola frase de artículos científicos. Uno de sus objetivos era abordar el desafío de leer numerosos títulos y extensos resúmenes en dispositivos móviles. También busca asegurar que los tres millones de artículos científicos publicados anualmente lleguen a los lectores, ya que se estima que solo la mitad de esta literatura se lee alguna vez.
La inteligencia artificial se utiliza para captar la esencia de un artículo mediante una técnica "abstractiva". El proyecto se vale de una combinación de aprendizaje automático, procesamiento de lenguajes naturales y visión artificial para agregar un factor de análisis semántico a los métodos tradicionales de análisis de citas, pudiendo a su vez extraer figuras, entidades y aspectos relevantes de los artículos.

En comparación con Google Académico y PubMed, Semantic Scholar está diseñado para destacar los artículos más importantes e influyentes e identificar las conexiones entre ellos. A cada artículo alojado por Semantic Scholar se le asigna un identificador único llamado Semantic Scholar Corpus ID (o S2CID para abreviar), como por ejemplo
Liu, Ying; Gayle, Albert A; Wilder-Smith, Annelies; Rocklöv, Joacim (marzo de 2020). «The reproductive number of COVID-19 is higher compared to SARS coronavirus». Journal of Travel Medicine 27 (2). PMC 7074654. PMID 32052846. doi:10.1093/jtm/taaa021. S2CID .
En enero de 2018, tras un proyecto de 2017 que agregó artículos y resúmenes de temas biomédicos, el corpus de Semantic Scholar incluía más de 40 millones de artículos sobre ciencias de la computación y biomedicina. En marzo de 2018, Doug Raymond, quien desarrolló las iniciativas de aprendizaje automático para la plataforma Amazon Alexa, fue contratado para liderar el proyecto Semantic Scholar. En agosto de 2019, la cantidad de artículos incluidos había aumentado a más de 173 millones después de la adición de los registros de Microsoft Academic.
En 2020, los usuarios de Semantic Scholar alcanzaron los siete millones al mes.